# Les Hommes de la mer
Pour plus de détails, voir Fiche technique et Distribution.
Les Hommes de la mer (titre original : The Long Voyage Home) est un film américain réalisé par John Ford, sorti en 1940.

## Synopsis
Au cours de la Seconde Guerre mondiale, un cargo irlandais partant des États-Unis est chargé de transporter des explosifs jusqu'à Londres. Leur périple inclut une escale aux Antilles. La vie sur la bateau reste la même: beuveries et bagarres sont le quotidien des marins. Des marins commencent à soupçonner sur d'autres marins qui pourraient être des espions allemands, Quant au matelot Olsen, son seul but est de rentrer dans son pays natal: la Suède.

## Fiche technique
- Titre : Les Hommes de la mer
- Titre original : The Long Voyage Home
- Réalisation : John Ford
- Scénario : Dudley Nichols d'après quatre pièces d'Eugene O'Neill
- Photographie : Gregg Toland
- Montage : Sherman Todd
- Musique : Richard Hageman
- Direction artistique : James Basevi
- Décors : Julia Heron
- Producteurs : John Ford et Walter Wanger
- Société de production : Argosy Pictures et Walter Wanger Prod.
- Société de distribution : United Artists
- Pays de production :  États-Unis
- Langue : anglais
- Format : Noir et blanc — 35 mm — 1,37:1 — Son : Mono
- Genre : Film dramatique , Film de guerre
- Durée : 101 minutes
- Dates de sortie : 
  - États-Unis : 9 novembre 1940 (avant-première)
  - États-Unis : 11 novembre 1940 (sortie nationale)

## Distribution
- John Wayne : Ole Olsen
- Thomas Mitchell : Aloysius 'Drisk' Driscoll
- Ian Hunter : Smitty Smith, un alias de Thomas Fenwick
- Barry Fitzgerald : Cocky
- Wilfrid Lawson : Captain
- John Qualen : Axel Swanson
- Mildred Natwick : Freda
- Ward Bond : Yank
- Arthur Shields : Donkeyman
- Joe Sawyer : Davis
- J. M. Kerrigan : Nick
- Rafaela Ottiano : Bella
- Carmen Morales : l'espagnole
- Jack Pennick : Johnny Bergman
- Bob Perry : Paddy
- Constant Franke : Norway
- David Hughes : Scotty
- Constantine Romanoff : Big Frank Kransky
- Danny Borzage : Tim
- Harry Tenbrook : Max
- Cyril McLaglen : premier lieutenant
- Douglas Walton : second lieutenant

Acteurs non crédités :
- Lionel Pape : M. Clifton
- Wyndham Standing : officier de marine britannique
- Harry Woods : premier officier en second de l’Amindra

## Autour du film
- Tournage du 18 avril au 27 mai 1940, soit 37 jours de tournage entièrement en studio.
- Coût de production : 689 495 dollars
- Recettes : 580 129 dollars
- Première production d'Argosy, société de production de Ford.
- « Nous avons volontairement choisi des espaces resserrés, c'est ce que l'histoire demandait. La vie sur un bateau est claustrophobe, mais vous vous habituez à cela. Vous vous faites des amis et vous vous faites des ennemis, vous vous bousculez pour la nourriture, vous vous bousculez pour tout. Je pense que les marins qui ne se bousculent pas pour la nourriture sont de médiocres marins [1] ». L'aspect claustrophobe du film est accentué par la photo de Gregg Toland.
- L'histoire est transposée dans la Seconde Guerre mondiale alors même que les États-Unis ne sont pas encore entrés en guerre.

## Récompenses et distinctions
- Oscars du cinéma
  - nommé pour la meilleure photo noir-et-blanc
  - nommé pour les meilleurs effets spéciaux
  - nommé pour le meilleur montage
  - nommé pour la meilleure musique
  - nommé pour le meilleur film
  - nommé pour le meilleur scénario

- New York Film Critics Circle Awards
  - Meilleur réalisateur (avec Les Raisins de la colère)